# 梅窓夫人
梅窓夫人（ばいそうふじん、文明4年（1472年） - 大永5年10月10日（1525年10月26日））は、戦国時代の女性。
新納是久の娘、伊作善久室、のちに島津運久室。名は常盤とも。日向国志布志の生まれ。

## 生涯
新納氏4代当主新納忠治の三男・新納是久の娘として生まれる。
伊作氏第9代当主・伊作善久に嫁ぎ、一男二女（吉田以清室、島津昌久室、島津忠良（菊三郎））をもうける。しかし、父・新納是久が舅・伊作久逸方となり飫肥川原合戦で戦死し、夫・善久が家来に撲殺され、続いて舅の久逸も加世田の合戦で戦死、伊作氏は当主他有力者のほとんどを喪い、一時的に梅窓夫人が当主代行的な立場を担った。その後、梅窓夫人に惚れ込んだ田布施の領主島津運久（相州家）の求婚を受け、菊三郎を相州家と伊作氏との家督を継ぐ養嗣子として迎え入れることを条件に再婚する。運久との間に二女（島津忠将室、佐多忠成室）をもうける。
法名は「梅窓妙芳大姉西福寺殿」。